# ستلینگ
ستلینگ (به آلمانی: Zettling) یک منطقهٔ مسکونی در اتریش است که در گراتس اومگبونگ واقع شده‌است. ستلینگ ۱۱٫۲۹ کیلومتر مربع مساحت دارد ۳۲۵ متر بالاتر از سطح دریا واقع شده‌است.